# ヒカゲタケ属
ヒカゲタケ属 (Panaeolus) は、胞子が黒い、腐生性のハラタケ目の属のひとつ。ヒカゲタケ属の大半は草食動物の糞に生育し、約100種あるヒカゲタケ属に属する種の1/10が幻覚性の成分シロシビンを含有する。
Panaeolusとは、ギリシャ語で「斑入り」であり、キノコのひだのまだら模様のことを示す。

## 特徴
大半が糞や草原に生息する種であり、一部の種は欧州や北米にごく当たり前に生息する。ヒカゲタケ属のキノコはナヨタケ属のものと間違うことがあるが、後者は木材やリグニンの豊富な土壌で成長し、柄がもろい。
ひだは黒や灰色の斑点や小さな斑点があることが多く、濁っている。原因は、ひだの表面で小さく斑状に黒い胞子が熟しているためである。別の斑点は、異なる時期に暗い色となる。胞子はなめらかである。
密接な近縁関係にあるヒメシバフタケ属 Panaeolina とは、斑点のついたひだの特徴が共通するが、こちらでは黒茶（黒でなく）である。この属はヒカゲタケ属として扱われることもある。
胞子はなめらか、あるいは粗面で、発芽孔を持ち、ヒメシバフタケ Panaeolus foenisecii を除き黒い胞子紋を作る。

## 食用性
ヒカゲタケ属のキノコは食用ではないが、一部は幻覚剤に用いられる。13種が幻覚成分のシロシビンを含有し、アイゾメヒカゲタケ Panaeolus cyanescensや、センボンサイギョウガサ Panaeolus cinctulus などがそうである。この属の幻覚性の青変する一部は、時にアイゾメヒカゲタケ属 Copelandia に分離される。
また多くの種が、まだ同定されていない向精神性物質を含有することが知られている。この属のすべての種がセロトニンを含有する。

## 種
すべてではないが以下のような種がある。
- Panaeolus acuminatus
- Panaeolus africanus
- Panaeolus antillarum
- Panaeolus bispora
- Panaeolus cambodginiensis
- アイゾメヒカゲタケ Panaeolus cyanescens
- Panaeolus fimicola
- ヒメシバフタケ Panaeolus foenisecii, syn. Panaeolina foenisecii
- Panaeolus olivaceus
- ワライタケ Panaeolus papilionaceus var. papilionaceus
- Panaeolus papilionaceus var. parvisporus
- Panaeolus semiovatus var. phalaenarum
- Panaeolus semiovatus var. semiovatus
- センボンサイギョウガサ Panaeolus cinctulus, sym. Panaeolus subbalteatus
- パナエオルス・トロピカリス Panaeolus tropicalis